# Michael Page (Kampfsportler)
Michael „Venom“ Page (geboren 7. April 1987) ist ein englischer Kickboxer, Karateka, Boxer im Halbschwergewicht, und Weltergewicht MMA-Kämpfer.

## Meisterschaften und Erfolge

### Kickboxen
- World Combat Games
  - 2010 World Combat Games Silbermedaille (Semikontakt)
- World Association of Kickboxing Organizations
  - 2011 W.A.K.O. Irish Open Silbermedaille (Semikontakt)
  - 2009 W.A.K.O. World Championships Silbermedaille (Semikontakt)
  - 2009 W.A.K.O. Irish Open Silbermedaille (Semikontakt)
  - 2009 W.A.K.O. Austrian Classics Worldcup Goldmedaille (Leichtkontakt)
  - 2009 W.A.K.O. Austrian Classics Worldcup Goldmedaille (Semikontakt)
  - 2008 W.A.K.O. Irish Open Silbermedaille (Semikontakt)
  - 2008 W.A.K.O. Austrian Classics Worldcup Goldmedaille (Semikontakt)
  - 2007 W.A.K.O. World Championships Goldmedaille (Semikontakt)
- World Kickboxing Association
  - 2009 WKA World Championships Bronzemedaille (Leichtkontakt)
  - 2009 WKA World Championships Goldmedaille (Semikontakt)
- International Sport Karate Association
  - 1998 US Open ISKA World Martial Arts Championships Goldmedaille (Semikontakt)

### Mixed martial arts
- World MMA Awards
  - 2016 Knockout of the Year vs. Evangelista Santos[1]
- MMAjunkie.com
  - 2016 Juli Knockout of the Month vs. Evangelista Santos[2]
  - 2016 Knockout of the Year vs. Evangelista Santos[3]
- YourMMA.co.uk
  - 2014 Oktober UK/Irish Fighter of the Month vs. Nah-Shon Burrell[4]
- Sherdog.com
  - 2016 Knockout of the Year vs. Evangelista Santos[5]

## Kampfstatistik
| Resultat   | Record | Gegner             | Methode                    | Event                   | Datum         | Runde | Zeit | Ort                                                    |                                          |
| ---------- | ------ | ------------------ | -------------------------- | ----------------------- | ------------- | ----- | ---- | ------------------------------------------------------ | ---------------------------------------- |
| Niederlage | 14-1   | Douglas Lima       | KO (punches)               | Bellator 221            | 11. Mai 2019  | 2     | 0:35 | Allstate Arena, Rosemont, Illinois, Vereinigte Staaten |                                          |
| Sieg       | 14-0   | Paul Daley         | Punktsieg (einstimmiger)   | Bellator 216            | 16. Feb. 2019 | 5     | 5:00 | Uncasville, Connecticut, USA                           | Weltergewicht Großer Preis Viertelfinale |
| Sieg       | 13-0   | David Rickels      | TKO (zurückziehen)         | Bellator 200            | 25. Mai 2018  | 2     | 0:43 | London, England                                        |                                          |
| Sieg       | 12-0   | Fernando Gonzalez  | Punktsieg (geteilte)       | Bellator 165            | 19. Nov. 2016 | 3     | 5:00 | San José, Kalifornien, USA                             |                                          |
| Sieg       | 11-0   | Evangelista Santos | KO (flying knee)           | Bellator 158            | 16. Juli 2016 | 2     | 4:31 | London, England                                        |                                          |
| Sieg       | 10-0   | Jeremie Holloway   | Aufgabe (toe hold)         | Bellator 153            | 22. Apr. 2016 | 1     | 2:15 | Uncasville, Connecticut, USA                           |                                          |
| Sieg       | 9-0    | Charlie Ontiveros  | TKO (elbows)               | Bellator 144            | 23. Okt. 2015 | 1     | 3:20 | Uncasville, Connecticut, USA                           |                                          |
| Sieg       | 8-0    | Rudy Bears         | KO (punch)                 | Bellator 140            | 17. Juli 2015 | 1     | 1:05 | Uncasville, Connecticut, USA                           |                                          |
| Sieg       | 7-0    | Nah-Shon Burrell   | Punktsieg (einstimmiger)   | Bellator 128            | 10. Okt. 2014 | 3     | 5:00 | Thackerville, Oklahoma, USA                            |                                          |
| Sieg       | 6-0    | Ricky Rainey       | TKO (punch)                | Bellator 120            | 17. Mai 2014  | 1     | 4:29 | Southaven, Mississippi, USA                            |                                          |
| Sieg       | 5-0    | Ramdan Mohamed     | Aufgabe (rear-naked choke) | Super Fight League 15   | 12. Apr. 2013 | 1     | 3:48 | Mumbai, Indien                                         | Mittelgewicht                            |
| Sieg       | 4-0    | Ryan Sanders       | KO (punch)                 | Bellator 93             | 21. März 2013 | 1     | 0:10 | Lewiston, Maine, USA                                   | Bellator Debüt                           |
| Sieg       | 3-0    | Haitham El-Sayed   | TKO (doctor stoppage)      | Super Fight League 7    | 2. Nov. 2012  | 1     | 2:15 | Mumbai, Indien                                         |                                          |
| Sieg       | 2-0    | Miguel Bernard     | Aufgabe (armbar)           | UCMMA 27                | 7. Apr. 2012  | 1     | 1:43 | London, England                                        | Fabrikationsringen (80 kg)               |
| Sieg       | 1-0    | Ben Dishman        | TKO (tornado kick)         | UCMMA 26: The Real Deal | 4. Feb. 2012  | 1     | 1:05 | London, England                                        |                                          |

## Liste der Box-Profikämpfe
| 2 Siege (2 K.-o.-Siege), 0 Niederlagen, 0 Unentschieden |             |                                          |                             |                     |
| Jahr                                                    | Tag         | Ort                                      | Gegner                      | Ergebnis für Page   |
| 2017                                                    | 20. Oktober | indigo at The O2, London, Großbritannien | Jonathan Castano Profidebüt | Sieg / TKO 3. Runde |
| 2018                                                    | 15. Juni    | York Hall, London, Großbritannien        | Michal Ciach                | Sieg / KO 2. Runde  |
| Quelle: Michael Page in der BoxRec-Datenbank            |             |                                          |                             |                     |

## Privat
Page konvertierte 2024 zum Islam.